# Batykiv
Batykiv (ukránul: Батьків) falu Ukrajna nyugati részén, a Lvivi terület Brodi járásában, annak déli részén, a Vjatima folyó mentén fekszik. A település i.sz. 800 körül jött létre. Lakossága 496 fő. Korábban önálló önkormányzattal rendelkezett (Batykivi Községi Tanács), 2020-tól a Pidkaminy községhez tartozik. Első írásos említése 1538-ból való. 1918–1939 között Lengyelország Tarnopoli vajdaságához tartozott. A településen 2008 júniusában önkéntes tűzoltó egyesület alakult.
A falu központjában áll az 1793-ban épült görögkatolikus fatemplom. Az első világháború alatt megsérült, 1922-ben építették újjá.